# Scott Schatzman

Zawodnik Northwestern Wildcats

Scott Allan Schatzman (ur. 10 listopada 1976) – amerykański zapaśnik walczący w stylu wolnym. Srebrny medalista mistrzostw panamerykańskich z 1997. Zawodnik Northwestern University. Sukcesy w zawodach akademickich.
Zawodnik Parkway Central High School z Chesterfield i Northwestern University. Trzy razy All-American (1996, 1998, 2000) w NCAA Division I, piąty w 2000; siódmy w 1996 i ósmy w 1998 roku.